# 세세 히로토
세세 히로토(일본어: 世瀬 啓人, 1999년 8월 20일~)는 일본의 축구 선수이다.

## 구단 경력
그는 2018년 J3리그의 가이나레 돗토리에 입단했다. 2024년까지 139경기에 출전하여, 6득점을 넣었다. 2024년 7월 J2리그의 후지에다 MYFC로 이적했다.